# TheEngine
TheEngine — игровой движок, разработанный компанией Skyfallen Entertainment. Использовался, как и во внутренних играх студии, так и в сторонних проектах.

## История
Компания Skyfallen Entertainment была основана в октябре 2002 года. В том же году, началась разработка движка TheEngine, который в будущем ляжет в основу первой игры студии — «Магия Крови», которая выйдет в декабре 2005 года.
3 ноября 2006 года вышла игра «Санитары Подземелий», которая была первой игрой разработанной на данном движке от сторонней студии.
6 ноября 2009 года была выпущена последняя игра на движке — «Князь 3: Новая династия».
В 2012 году Skyfallen была упразднена, TheEngine прекратил свое развитие.

## Технические особенности
Движок был трехмерным и игры созданные на нём имели вид сверху.
TheEngine в основном предназначался для разработки ролевых компьютерных игр.

## Графический движок
TheEngine включал в себя гибкую систему шейдеров, которая отвечала требованиям компьютерной графики тех лет.

#### Подсистема частиц
Имелась возможность задавать любое количество модификаторов (в отличие от фиксированного количества параметров). Имелась возможность работы с разнообразными видами частиц.
Для их быстрой обработки, генерировался DLL файл.

## Звуковой движок
Обработка звука осуществлялась при помощи FMOD, поддерживались 2D, 3D звуки, звуковые массивы, группы замещения.

## Утилиты и плагины
В комплекте с движком также предоставлялись плагины для 3DS Max и Maya, а также специальные утилиты, которые позволяли: настраивать материалы, создавать партикловые эффекты, разрабатывать интерфейсы и игровые карты.
Утилиты были следующими:
- BMExport (плагин к 3DS MAX и Maya) — инструментарий для экспорта, оптимизации и валидации сцен[6].
- Voyer — редактор настроек материалов[6].
- FontMaker — утилита для генерации текстур и описаний шрифтов[6].

## Разработанные игры
- Магия Крови (2005)
- Магия Крови: Многопользовательское дополнение (2006)
- Магия Крови: Время теней (2006)
- Санитары Подземелий (2006)
- Кодекс войны (2007)
- Не время для драконов (2007)
- Death Track: Возрождение (2008)
- King’s Bounty. Легенда о рыцаре (2008)
- Санитары подземелий 2: Охота за Чёрным квадратом (2008)
- King’s Bounty: Принцесса в доспехах (2009)
- Князь 3: Новая династия (2009)

## Награды
На Конференции Разработчиков Игр (КРИ) в апреле 2007 года, движок получил награду в номинации «Лучшая игровая технология».
| Год  | Награда | Категория                   | Результат | Примечание |
| ---- | ------- | --------------------------- | --------- | ---------- |
| 2007 | КРИ     | «Лучшая игровая технология» | Победа    | [ 7 ]      |